# Kosihy nad Ipľom
Kosihy nad Ipľom (hongrois : Ipolykeszi) est un village de Slovaquie situé dans la région de Banská Bystrica.

## Histoire
La première mention écrite du village date de 1326.
La localité fut annexée par la Hongrie après le premier arbitrage de Vienne le 2 novembre 1938. En 1938, on comptait 461 habitants dont 5 d'origine juive. Elle faisait partie du district de Balassagyarmat (hongrois : Balassagyarmati járás). Le nom de la localité avant la Seconde Guerre mondiale était Kosihy nad Ipľom/Ipoly-Keszi. Durant la période 1938 - 1945, le nom hongrois Ipolykeszi était d'usage. À la libération, la commune a été réintégrée dans la Tchécoslovaquie reconstituée.

## Démographie

### Évolution de la population
| Année:               | 1994. | 2004.   | 2014.    | 2024.    |
| -------------------- | ----- | ------- | -------- | -------- |
| Nombre de personnes: | 487   | 481     | 428      | 367      |
| Différence:          |       | -1,23 % | -11,01 % | -14,25 % |

| Année:               | 2023. | 2024.   |
| -------------------- | ----- | ------- |
| Nombre de personnes: | 381   | 367     |
| Différence:          |       | -3,67 % |